# Culicoides algecirensis
Culicoides algecirensis är en tvåvingeart som först beskrevs av Gabriel Strobl 1900.  Culicoides algecirensis ingår i släktet Culicoides och familjen svidknott.
Artens utbredningsområde är Spanien. Inga underarter finns listade i Catalogue of Life.